# Regió Occidental de Nigèria
La regió Occidental de Nigèria fou una divisió administrativa de la colònia i protectorat britànic de Nigèria i després un integrant de la Federació de Nigèria (1960-1963) i de la primera república de Nigèria (1963-1967). Fou després un estat federat de Nigèria de 1967 a 1976.

## Història
Després de la unificació del 1914 es va decidir retornar a un sistema de tres regions i la colònia de Lagos, sistema que es va posar en vigor el 1939.
El 1954 la regió fou dotada d'un govern responsable sota Obafemi Awolowo que ja dirigia els afers de govern regionals des de 1951 però sota autoritat del governador. Awalowo pertanyia al grup d'esquerres Action Group (Grup d'Acció). Després de les eleccions del 15 de desembre de 1959 que van precedir la independència, Awalowo i el seu partit van decidir que el ministre en cap regional dirigiria l'oposició a la cambra federal, i el govern de la regió l'exerciria el seu número dos, Samuel Akintola. Però aquest no tenia la majoria absoluta i volia pactar amb els diputats del nord (Congrés dels Pobles del Nord) cosa a que s'oposava Awalowo i la majoria del partit.
Akintola va insistir i primer va intentar suplantar a Awalowo com a cap del partit i després va formar una facció que es va aliar amb els diputats del partit dels Pobles del Nord. El seu propi partit li va posar una moció de censura que el va obligar a deixar el càrrec el 21 de maig de 1962. No hi havia majoria alternativa i el partit majoritari, el Action Group, va designar per ocupar el govern Dauda Soroye Adegbenro que fou escollit per la cambra.
Es van organitzar manifestacions i al cap d'una setmana el govern federal va suspendre l'assemblea i el govern i va instal·lar un administrador de nom Moses Adekoyejo Majekodunmi, un metge sense partit i molt respectat. Molts polítics foren empresonats. Akintole fou restablert l'1 de gener de 1963 i els arrestats alliberats. Akintola havia format un nou partit, el Partit del Poble Unit (United People's Party UPP) amb diputats del AG que li van donar suport i els diputats del nord i va aconseguir guanyar les següents eleccions de 1963.
El 15 de gener de 1966 un cop d'estat militar (vegeu Cop d'estat de Nigèria del gener de 1966) va posar fi al govern i va posar fi a la vida de Akintola i del governador tinent coronel Adekunle Fajuyi. El cop d'estat va fracassar però l'exèrcit es va fer càrrec del poder i va abolir l'autonomia regional. L'anomenat contracop de juliol de 1966 va restablir l'autonomia de les regions.
El coronel Robert Adeyinka Adebayo fou nomenat governador (agost) i va exercir fins al 1971; com que no hi havia govern civil i, per tant, parlament, no hi havia el càrrec de primer ministre. El 27 de maig de 1967 un decret del president Yakubu Gowon va convertir la regió en l'estat d'Occident (Western State), que Adebayo va seguir governant. Es va oposar a la guerra de Biafra optant per la resolució pacífica del conflicte. L'1 d'abril de 1971 fou substituït per un altre militar, Christopher Oluwole Rotimi que va governar fins al juliol de 1975 en que el militar Akintunde Aduwo fou designat com a governador; fou el darrer governador de l'estat que fou dividit en tres nous estats el 17 de març de 1976.

## Governadors

### Caps comissionats
- 1939 - 1946 Gerald Charles Whiteley
- 1946 - 1951 Theo Chandos Hoskyns-Abrahall (Sir des de 1950)

### Tinents governadors
- 1951 Sir Theo Chandos Hoskyns-Abrahall
- 1951 - 1 Oct 1954 Sir Hugo F. Marshall

### Governadors de la regió
- 1 Oct 1954 - Juliol 1960 Sir John Dalzell Rankine
- Jul 1960 - Desembre 1962 Sir Adesoji Aderemi
- Dec 1962 - 16 gener 1966 Joseph Odeleye Fadahunsi
- 19 gener 1966 - 29 Jul 1966 Adekunle Fajuyi
- 29 juliol 1966 - agost 1966 Suprimida
- Agost 1966 - 27 maig 1967 Robert Adeyinka Adebayo (amb poders executius)

### Governadors de l'Estat Occidental
- 28 maig 1967 - 1 abril 1971 Robert Adeyinka Adebayo
- 1 abril 1971 - Juliol 1975 Christopher Oluwole Rotimi
- Juliol 1975 - Març 1976 Akintunde Aduwo

## Primers Ministres

### Líder d'Afers de Govern
- 1951 - 1 octubre 1954 Obafemi Awolowo (Grup d'Acció, AG)

### Ministres en Cap
- 1 octubre 1954 - 15 desembre 1959 Obafemi Awolowo (Grup d'Acció, AG)
- 15 desembre 1959 - 21 maig 1962 Samuel Akintola (Grup d'Acció, AG)
- 21 maig 1962 - 29 maig 1962 Alhaji Dauda Soroye Adegbenro (Grup d'Acció, AG)

### Administrador
- 29 maig 1962 - desembre 1962 Moses Adekoyejo Majekodunmi

### Ministre en Cap
- 1 gener 1963 - 15 gener 1966 Samuel Akintola (segona vegada) (Partit del Poble Unit, UPP)
- 15 de gener 1966 - 28 de maig de 1967 Vacant